# Ruifeng-Nachtmarkt
Der Ruifeng-Nachtmarkt (chin. 瑞豐夜市 Ruìfēng Yèshì) ist einer der populärsten und größten Nachtmärkte der taiwanischen Stadt Kaohsiung.

## Lage und Bedeutung

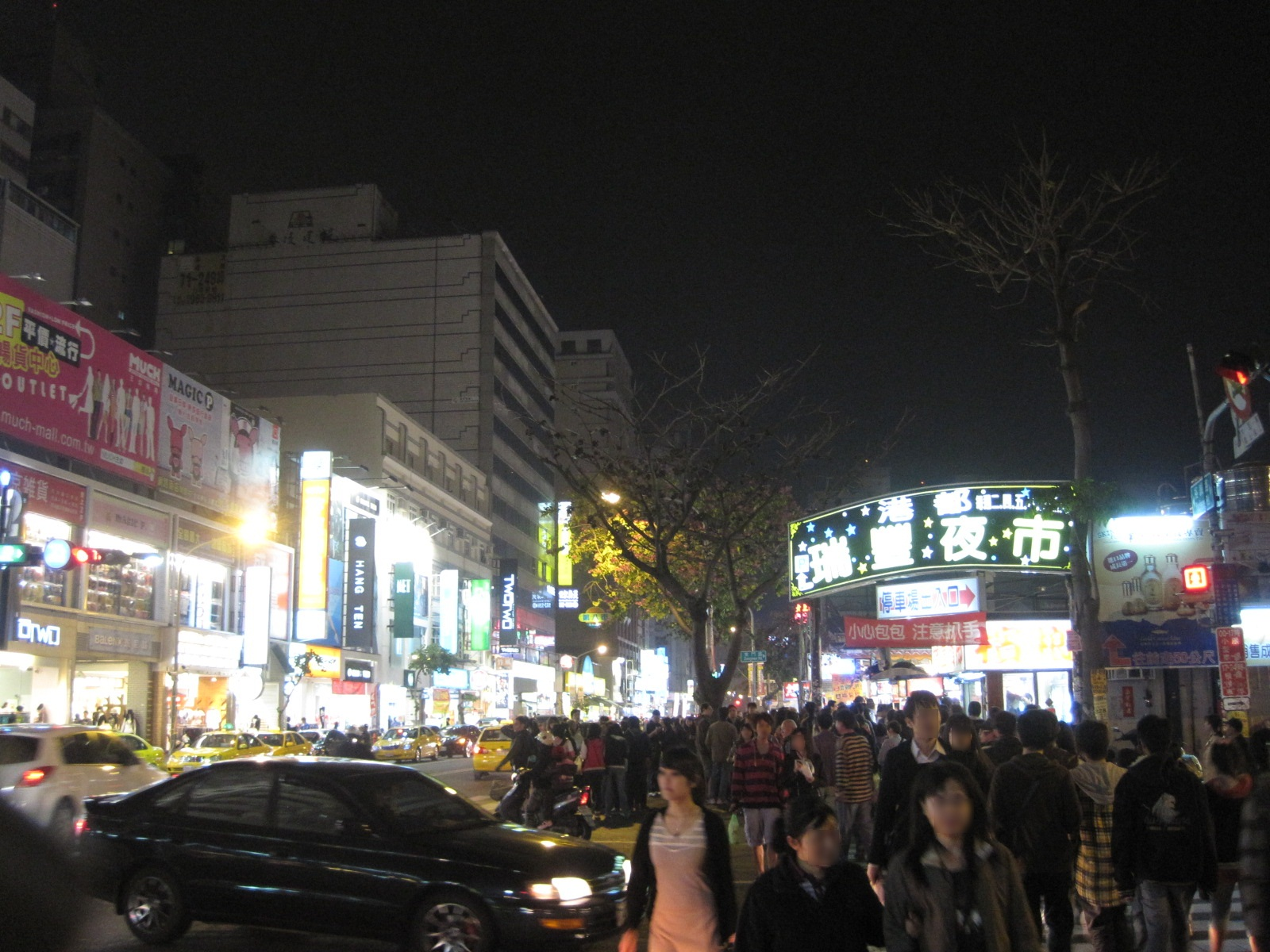
Blick auf das Haupttor des Ruifeng-Marktes während der Geschäftszeit

Der Ruifeng-Nachtmarkt liegt im Kaohsiunger Stadtteil Zuoying an der Kreuzung der Straßen Yucheng Road und Nanping Road in unmittelbarer Nachbarschaft des Hanshin-Kaufhauses Kaohsiung Arena und ist mit der Roten Linie der Kaohsiunger U-Bahn zu erreichen. Er gilt neben dem stark touristisch geprägten Liuhe-Nachtmarkt als der bekannteste und bei den Einheimischen beliebteste Nachtmarkt der Stadt. Mit einer Fläche von etwa 3000 m² und rund 1000 registrierten Ständen (die allerdings nicht alle gleichzeitig aufgestellt bzw. geöffnet sind) ist er zudem der größte Nachtmarkt Kaohsiungs. An den Ständen werden vor allem Speisen und Getränke, aber auch Kleidung, Accessoires, Spielzeug und anderes angeboten. Das Speisenangebot umfasst eine große Vielfalt einheimischer wie ausländischer Speisen, meist in Form von Imbissen.
Der Markt ist an Dienstagen, Donnerstagen und Sonntagen von 18:30 bis 01:00 Uhr geöffnet.

## Geschichte

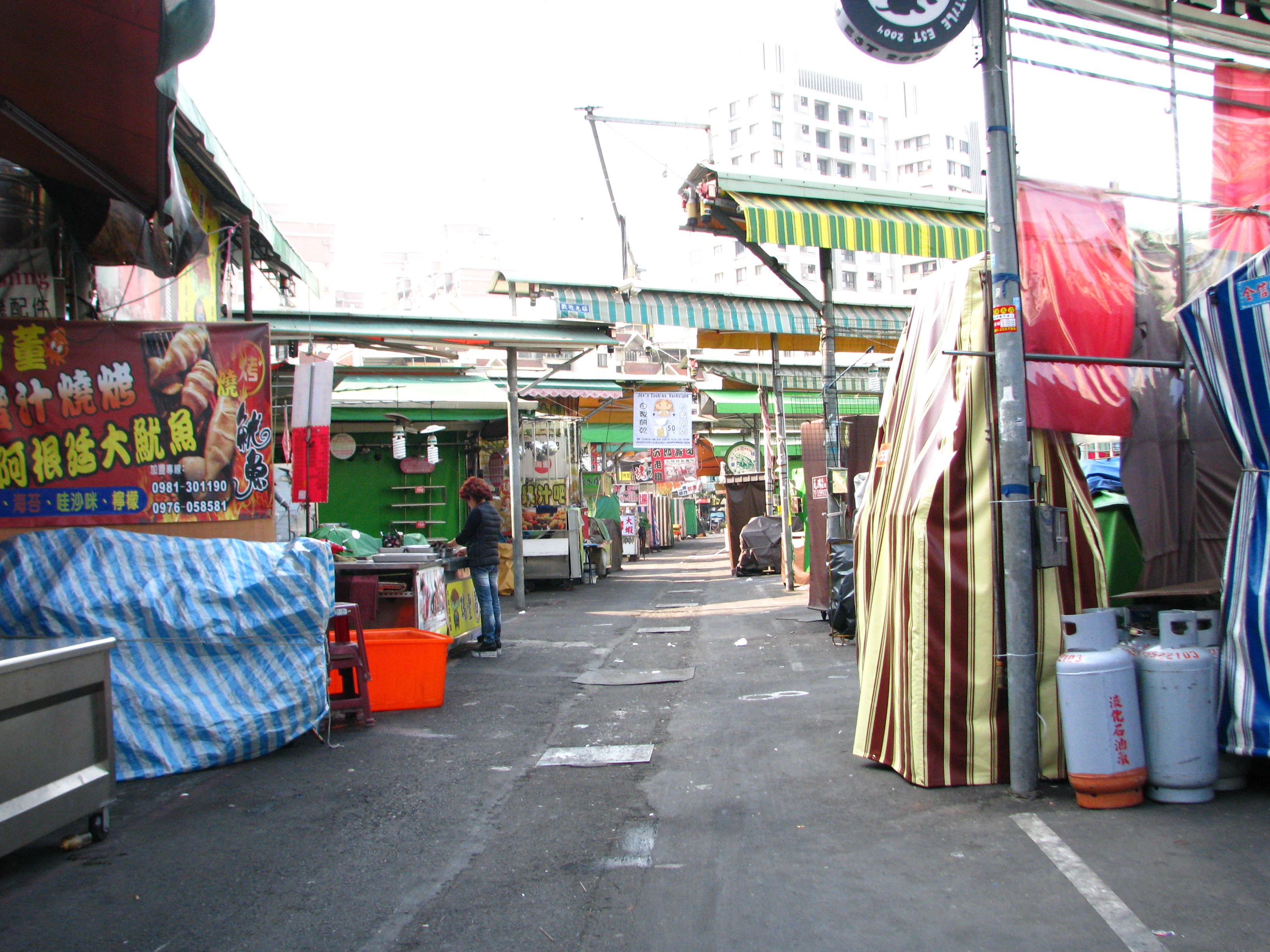
Der geschlossene Markt bei Tag

Der Markt lag ursprünglich in der Ruifeng-Straße im Bezirk Gushan, woher auch sein Name rührt. Aus verkehrstechnischen und marktstrategischen Gründen zogen die Händler während der 1990er Jahre nach und nach an den neuen Standort um und schlossen sich zu einem Verband zusammen, der heute für die Vermietung der Standplätze und andere organisatorische Aufgaben zuständig ist. Da sich in der Nähe des Markts viele Schulen und Geschäftsgebäude befinden und das Essen auf Nachtmärkten verhältnismäßig billig ist, zählten in der Vergangenheit vor allem Schüler, Studenten und Büroangestellte zu seinen Besuchern. Inzwischen wird das Gelände auch von Kunden der umliegenden Geschäfte und Kaufhäuser sowie von Touristen besucht. 

## Speisen (Galerie)

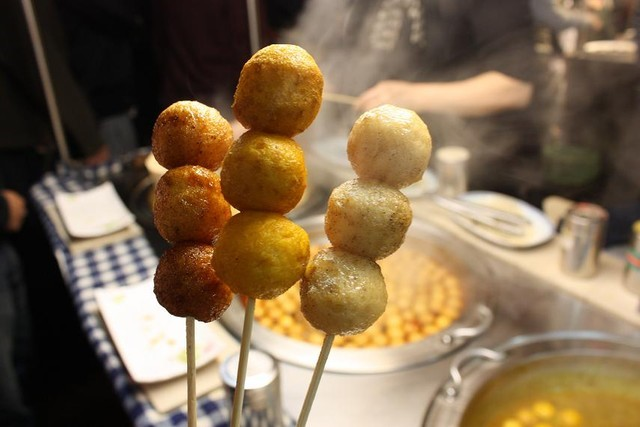
Fischklöße
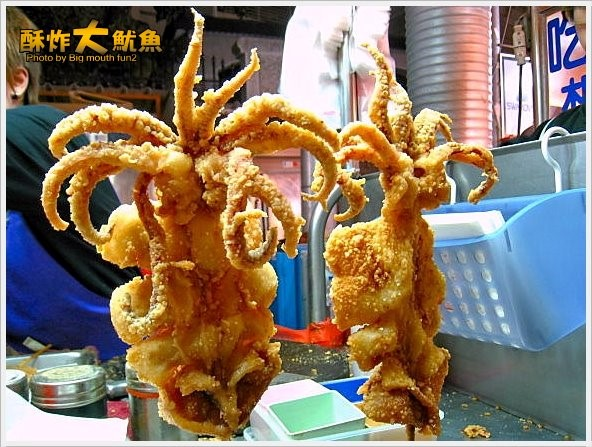
Frittierter Tintenfisch
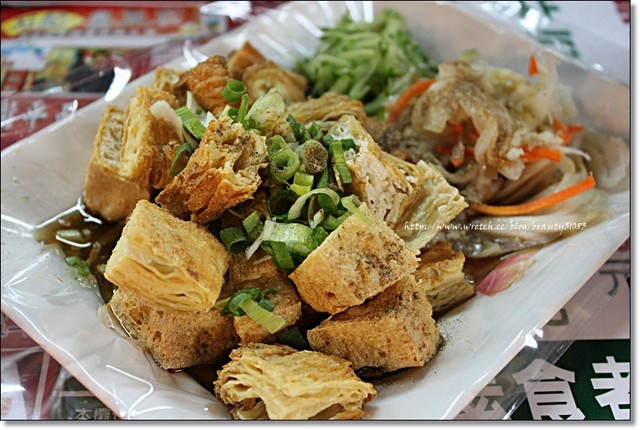
Stinkender Tofu
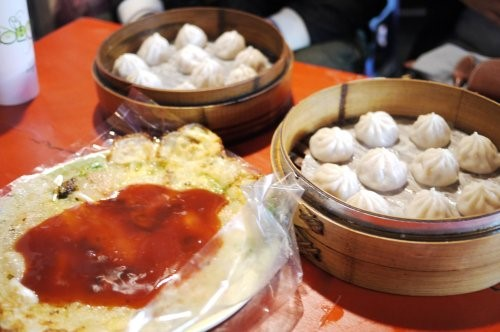
Tangbao (Suppen-Teigtaschen) und Austernomelette
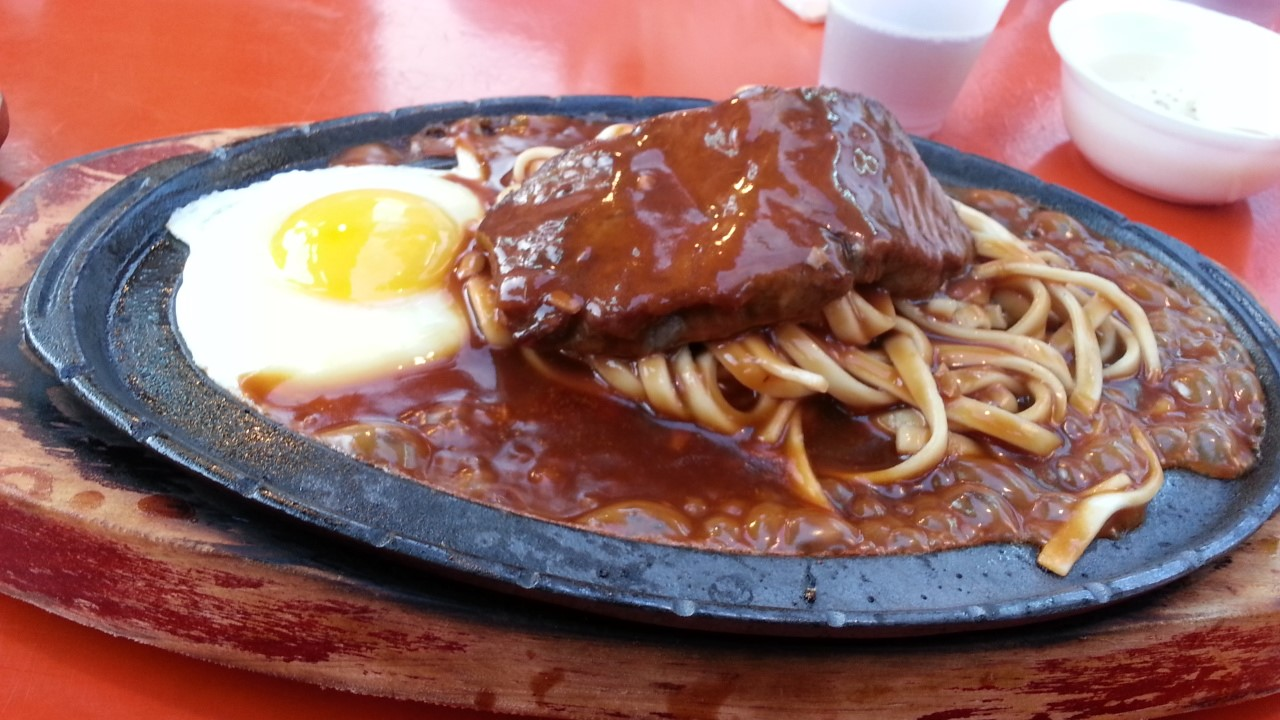
Teppanyaki-Steak